# Accelerator (álbum de Royal Trux)
Accelerator es el séptimo álbum de estudio de Royal Trux. Fue originalmente lanzado en 1998 por Drag City. Alcanzó el puesto #32 en el UK Independent Albums Chart.

## Lista de canciones
Todas las canciones fueron escritas por Neil Hagerty y Jennifer Herrema.
Todas las canciones escritas y compuestas por Neil Hagerty and Jennifer Herrema. 
| N.º | Título                   | Duración |  |
| 1.  | «I'm Ready»              | 3:54     |  |
| 2.  | «Yellow Kid»             | 2:10     |  |
| 3.  | «The Banana Question»    | 3:43     |  |
| 4.  | «Another Year»           | 4:03     |  |
| 5.  | «Juicy, Juicy, Juice»    | 5:34     |  |
| 6.  | «Liar»                   | 2:48     |  |
| 7.  | «New Bones»              | 4:47     |  |
| 8.  | «Follow the Winner»      | 3:24     |  |
| 9.  | «Stevie (for Steven S.)» | 4:53     |  |

Pistas extras edición japonesa

| Japanese edition bonus tracks |                           |          |  |
| N.º                           | Título                    | Duración |  |
| 10.                           | «P.T.20»                  | 2:05     |  |
| 11.                           | «Mr. Crump Don't Like It» | 2:03     |  |